# Juan Pablo Piñeiro
Juan Pablo Piñeiro Marrero (L'Avana, 15 aprile 1990) è un cestista cubano.

## Carriera
Con Cuba ha disputato i Campionati americani del 2011.